# Kanashimi no Kizu
Kanashimi no Kizu (悲しみのキズ?) è il sesto singolo della cantautrice giapponese Nana Kitade, pubblicato il 20 luglio 2005. Debuttò alla posizione numero 26 dell'Oricon. La canzone Kanashimi no Kizu è stata utilizzata come tema musicale del videogioco per PlayStation 2 Fullmetal Alchemist 3 -Kami wo Tsugu Shoujo-.

## Tracce
1. Kanashimi no Kizu (悲しみのキズ)
2. Call me
3. Kanashimi no Kizu (instrumental)